# Maxim Mrva
Maxim Mrva (* 2. August 2007) ist ein tschechischer Tennisspieler. Er gewann 2024 die Juniorenausgabe der US Open im Doppel.

## Karriere
Maxim Mrva gewann 2021 das prestigeträchtige Les Petits As, eines der bedeutendsten Turniere für U14-Spieler. Seit diesem Jahr ist er auf der ITF Junior Tour aktiv, wo er bis Ende 2025 spielberechtigt bleibt. 2022 feierte er erste Erfolge bei Turnieren mittlerer Kategorien und holte zwei Einzel- sowie fünf Doppeltitel.
Ab 2023 nahm Mrva an allen Grand-Slam-Turnieren der Junioren teil. Sein bestes Einzelresultat war das Erreichen des Viertelfinals bei den Wimbledon Championships 2024. Im Doppel stand er dreimal im Viertelfinale und krönte seine Saison mit dem Titelgewinn bei den US Open 2024 an der Seite von Rei Sakamoto. Ende 2023 führte Mrva das tschechische Team zum Sieg im Junior-Davis-Cup.
Weitere Titel gewann er im Einzel beim J1 Offenbach und J1 Repentigny sowie im Doppel bei den Turnieren J500 Mérida und zweimal beim J300 Kairo. Insgesamt erreichte er bis Ende 2023 13 Turniersiege. In der Junioren-Rangliste stieg Mrva auf Platz sechs, seine bisher höchste Position.
Sein erstes Profiturnier bestritt Mrva 2022. Seitdem tritt er vor allem auf der drittklassigen ITF Future Tour an. Im September 2024 feierte er dort seinen ersten Einzeltitel bei seinem 13. Turnier, wodurch er in der Weltrangliste Platz 888 erreichte.